# Mästarnas mästare 2014
Den sjätte säsongen av TV-programmet Mästarnas mästare sändes på Sveriges Television i tio delar mellan den 9 mars och 11 maj 2014. Säsongen spelades in i Istrien i Kroatien under september 2013, och deltagarnas bas låg i orten Oprtalj. Likt tidigare säsonger var Micke Leijnegard programledare. Det kvalificeringssystem som har använts i de senaste säsongerna, dvs. gruppspel, semifinal och final, användes även i denna säsong. Precis som de senaste åren presenterades de tävlande mästarna under sommaren innan inspelningen skedde.
Hanna Marklund och Frank Andersson tvingades hoppa av programmet före inspelning på grund av skade- och sjukdomsfall. Bägge fick ersättare där Marklund ersattes av boxaren Anna Laurell medan Andersson ersattes av friidrottaren Mattias Sunneborn. En nyhet för denna säsong var ett trettio minuter långt eftersnack som sändes direkt efter avsnitten i vilket "Micke Leijnegard och en speciellt inbjuden gäst talar om programmet, diskuterar med tittarna och svarar på frågor."

## Deltagare
Från början delades deltagarna in i två grupper, där varje grupp bestod av tre män och tre kvinnor. När alla gruppomgångar var avklarade hade två deltagare per grupp kvalificerat sig vidare till semifinalen. Från semifinalen kvalificerade sig sedan tre deltagare till finalomgången där vinnaren korades.

### Grupp 1
Den första gruppen tävlade under avsnitt 1–4 (9–30 mars 2014):
| Namn                     | Sport       |
| ------------------------ | ----------- |
| Johanna Sjöberg          | Simning     |
| Kajsa Bergqvist          | Höjdhopp    |
| Mattias Sunneborn        | Längdhopp   |
| Sven-Åke Lundbäck        | Längdåkning |
| Theresia "Thess" Larsson | Karate      |
| Tommy Söderström         | Ishockey    |

### Grupp 2
Den andra gruppen tävlade under avsnitt 5–8 (6–27 april 2014):
| Namn                  | Sport       |
| --------------------- | ----------- |
| Anna Laurell          | Boxning     |
| Anna Olsson           | Längdåkning |
| Christian Olsson      | Tresteg     |
| Lars Frölander        | Simning     |
| Marit Söderström Nord | Segling     |
| Thomas Ravelli        | Fotboll     |

## Nattduellen
Upplägget för nattduellen såg likadant ut som den hade gjort i de senaste säsongerna. Själva duellen bestod av fem stavar på ett bord som lyste. När en av stavarna slocknade skulle man ta den och den som snabbast tog staven vann och fick stanna kvar i tävlingen. Tävlingen bestod av tre omgångar, där den person som först vunnit två omgångar hade vunnit nattduellen. För att armarna skulle vara på lika långt avstånd från stavarna tvingades de tävlande hålla i två stycken kättingar, som satt fast i marken. Tappade någon av de tävlande kättingen innan staven slocknade gick segern i den omgången till motståndaren. Ingen av duellanterna tappade dock kättingarna.
Likt de senaste säsongerna hölls ingen nattduell i det inledande gruppspelsmötet, både för första och andra gruppen. Istället tog alla deltagarna med sig sina poäng från det första grupprogrammet till det andra, där en duell sedan hölls. Likt alla tidigare säsonger hölls heller ingen nattduell i finalprogrammet.
| Avsnitt | Datum (2014) | Nattduell mellan                         | Vinnare omgång 1 | Vinnare omgång 2  | Vinnare omgång 3 | Utslagen              |
| ------- | ------------ | ---------------------------------------- | ---------------- | ----------------- | ---------------- | --------------------- |
| 1       | 9 mars       | —                                        | —                | —                 | —                | —                     |
| 2       | 16 mars      | Thess Larsson och Sven-Åke Lundbäck      | Thess Larsson    | Sven-Åke Lundbäck | Thess Larsson    | Sven-Åke Lundbäck     |
| 3       | 23 mars      | Thess Larsson och Johanna Sjöberg        | Johanna Sjöberg  | Johanna Sjöberg   | —                | Thess Larsson         |
| 4       | 30 mars      | Kajsa Bergqvist och Johanna Sjöberg      | Johanna Sjöberg  | Johanna Sjöberg   | —                | Kajsa Bergqvist       |
| 5       | 6 april      | —                                        | —                | —                 | —                | —                     |
| 6       | 13 april     | Anna Laurell och Anna Olsson             | Anna Laurell     | Anna Olsson       | Anna Laurell     | Anna Olsson           |
| 7       | 20 april     | Marit Söderström Nord och Thomas Ravelli | Thomas Ravelli   | Thomas Ravelli    | —                | Marit Söderström Nord |
| 8       | 27 april     | Anna Laurell och Christian Olsson        | Christian Olsson | Anna Laurell      | Anna Laurell     | Christian Olsson      |
| 9       | 4 maj        | Thomas Ravelli och Johanna Sjöberg       | Thomas Ravelli   | Thomas Ravelli    | —                | Johanna Sjöberg       |
| 10      | 11 maj       | —                                        | —                | —                 | —                | —                     |

## Slutgiltig placering och utslagningsschema

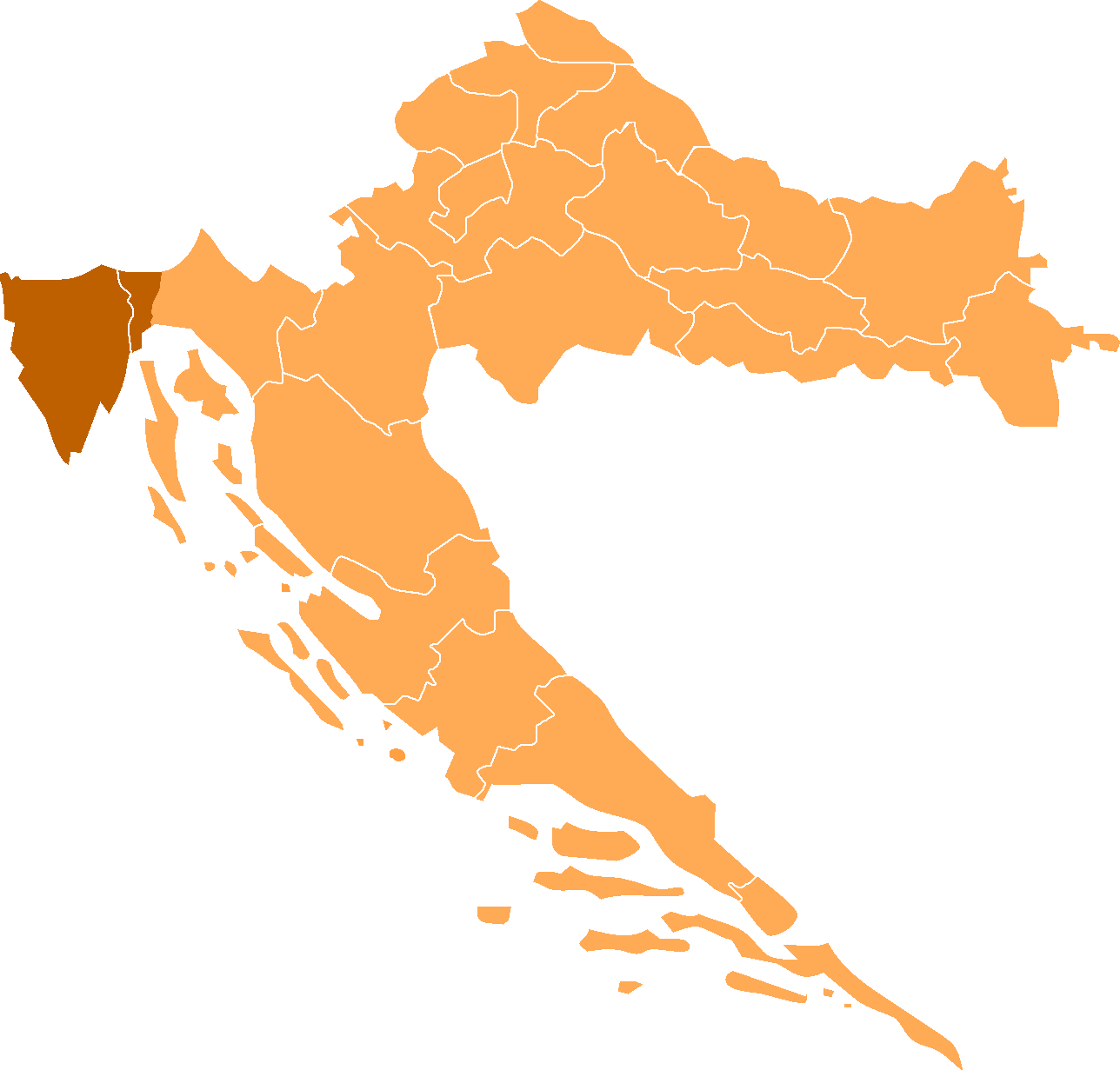
Den sjätte säsongen av Mästarnas mästare spelades in under september 2013 i Istrien i Kroatien.

I gruppspelen tävlade sex stycken mästare per grupp: tre män och tre kvinnor. Precis som i tidigare säsonger tävlade deltagarna i tre grenar per avsnitt där de fick olika poäng beroende på hur de placerade sig totalt. Varje avsnitt hade likt andra säsonger också sitt eget tema. Vinnaren i varje avsnitt blev immun medan förloraren tvingades att välja någon av de övrigt placerade deltagarna att mötas i en nattduell. I den sista gruppspelstävlingen återstod fyra deltagare i gruppen. Efter de tre grenarna blev det den deltagare med minst totalpoäng som fick lämna programmet direkt medan tvåan och trean gjorde upp om den andra finalplatsen. Den som hade fått högst totalpoäng var också den som blev direktkvalificerad till semifinalen efter gruppspelen var slut.

### Resultattabell: Grupp 1
| Deltagare         | Plats | 1  | 2  | 1+2 | 3  | 4  |
| ----------------- | ----- | -- | -- | --- | -- | -- |
| Tommy Söderström  | 1     | 22 | 12 | 34  | 14 | 12 |
| Johanna Sjöberg   | 2     | 9  | 20 | 29  | 10 | 10 |
| Kajsa Bergqvist   | 3     | 12 | 14 | 26  | 15 | 9  |
| Mattias Sunneborn | 4     | 18 | 18 | 36  | 12 | 8  |
| Thess Larsson     | 5     | 12 | 8  | 20  | 5  |    |
| Sven-Åke Lundbäck | 6     | 11 | 12 | 23  |    |    |

### Resultattabell: Grupp 2
| Deltagare             | Plats | 5  | 6  | 5+6 | 7  | 8  |
| --------------------- | ----- | -- | -- | --- | -- | -- |
| Thomas Ravelli        | 1     | 7  | 16 | 23  | 9  | 12 |
| Anna Laurell          | 2     | 9  | 14 | 23  | 7  | 9  |
| Christian Olsson      | 3     | 18 | 6  | 24  | 16 | 10 |
| Lars Frölander        | 4     | 19 | 20 | 39  | 19 | 8  |
| Marit Söderström Nord | 5     | 13 | 18 | 31  | 6  |    |
| Anna Olsson           | 6     | 18 | 10 | 28  |    |    |

### Slutspel: Semifinal och final
Finalen avgjordes den 11 maj 2014 mellan Thomas Ravelli, Tommy Söderström och Anna Laurell. Den första grenen vanns av Söderström som därmed fick tjugo sekunders försprång mot tvåan, Laurell, som i sin tur fick tjugo sekunders försprång mot trean, Ravelli, inför den andra grenen. Den andra grenen vanns av Söderström och tvåa kom Ravelli, vilket betydde att Laurell blev utslagen. I den avgörande finalen skulle de två kvarvarande deltagarna först fäktas för att sedan hänga i en barr och det tredje momentet var en minnesövning med kroatiska ord. Ravelli vann de första och tredje momenten medan Söderström vann det andra. Därmed fick Ravelli tjugo sekunders försprång vid det fjärde momentet som var att sitta i 90 graders vinkel i totalt åtta minuter. Det sista och avgörande momentet var att pricka en måltavla med totalt fyra spjut vardera. Detta moment vanns av Ravelli som därmed blev Mästarnas mästare 2014.
| Deltagare        | Plats | 9  | 10      |
| ---------------- | ----- | -- | ------- |
| Thomas Ravelli   | 1     | 4  | Vinnare |
| Tommy Söderström | 2     | 14 | Tvåa    |
| Anna Laurell     | 3     | 14 | Trea    |
| Johanna Sjöberg  | 4     | 7  |         |